# Exogone fustifera
Exogone fustifera är en ringmaskart som beskrevs av William Aitcheson Haswell 1920. Exogone fustifera ingår i släktet Exogone och familjen Syllidae. Inga underarter finns listade i Catalogue of Life.